# مجموعات الطوابع البريدية للمكتبة البريطانية
مجموعات الطوابع البريدية للمكتبة البريطانية. وهي المجموعة الوطنية لطوابع البريد في المملكة المتحدة، وتضم هذهِ المجموعة أكثر من 8 ملايين قطعة من جميع أنحاء العالم. تأسست عام 1891 كجزء من مكتبة المتحف البريطاني، التي أصبحت فيما بعد المكتبة البريطانية، بمجموعة توماس تابلينج. بالإضافة إلى الوصايا والتبرعات المستمرة، تلقت المكتبة ودائع منتظمة من وكالة التاج البريطاني، وأصبحت مجموعة بحثية رئيسية للإمبراطورية البريطانية والتاريخ الدولي. تحتوي المكتبة على مجموعة واسعة من القطع الأثرية، بالإضافة إلى طوابع البريد، التي تشمل كل من طوابع الصحف وآلة الطباعة اتي استُخدمت لطباعة أول طوابع بريد بريطانية.

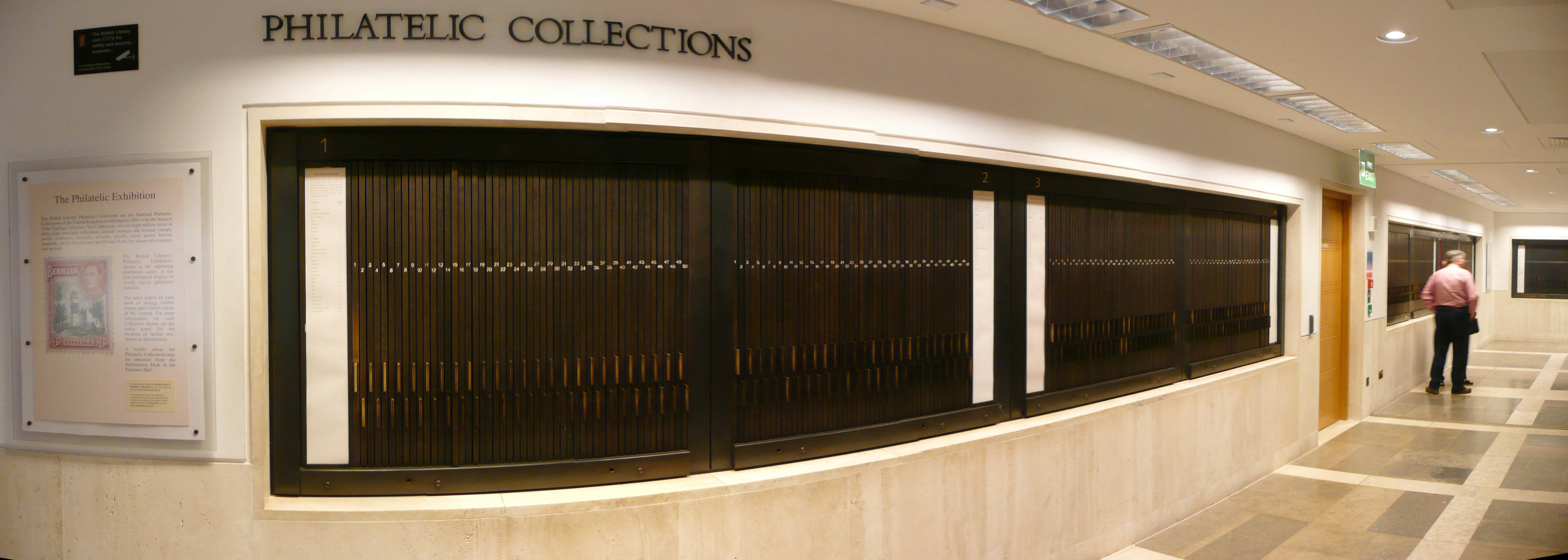
منظر بانورامي للمجموعات المعروضة من مجموعة الطوابع

## نبذة تاريخية
كان أول تبرعٍ قيّمٍ في مجال الطوابع البريدية عام 1890 من قِبل هيوبرت هايس، وهو عبارة عن ألبومين من طوابع البريد جمعهما هو وفالتر فان نوردن. وقد تبرع به بناءً على طلبٍ من مكتبة المتحف البريطاني (المكتبة البريطانية حاليًا) لأجل إنشاء مجموعةٍ لطوابع البريد.
في العام التالي، أُنشئت المجموعات بوصية مجموعة تابلينج. حُددت قيمة مجموعة تابلينج عند الوصية بـ 12,000 جنيه إسترليني، ولكن عند وصولها، قدّر ريتشارد جارنيت (مساعد أمين الكتب المطبوعة) قيمتها بأكثر من 50,000 جنيه إسترليني، ووصف الوصية بأنها أثمن هدية منذ مكتبة غرينفيل عام 1847.
في عام 1900، أرسل وكلاء التاج للمستعمرات ثلاثة ألبومات من طوابع البريد المصنوعة بناءً على طلبهم إلى الحكومات الاستعمارية، ثم أرسلوا عينات من جميع الطوابع المطلوبة في المستقبل.
في عام 1913، تم استلام مكتبة كروفورد التي تشكل حجر الأساس لمجموعة الأدبيات البريدية للمكتبة البريطانية، والتي تحتوي على حوالي 4500 عمل. لقد تبرع بمكتبة كروفورد من قبل السياسي البريطاني إيرل كروفورد في وصيتهِ، وكانت تعتبر المجموعة الرائدة للكتب البريدية في العالم في ذلك الوقت.
في عام 1944 تبرعت السيدة أ. كانينجهام بمجموعة والدها (إدوارد موزلي) من الطوابع الأفريقية وفي عام 1949 تبرعت السيدة كليمنت ويليامز بمجموعة شقيقها الراحل (إتش. ليسترانج إيوان) من طوابع رسائل السكك الحديدية، والتي تقدر قيمتها بـ 10000 جنيه إسترليني. بعد أن عرضت للعامة في عام 1942 ولكن تأخر عرضها بسبب وجود المجموعات في مخزن حرب آمن، في عام 1951 أُعلن أن السيدة أوغسطين فيتزجيرالد قد تبرعت بمجموعة كبيرة من قرطاسية البريد الجوي. قُدرت قيمة مجموعتي موزلي وفيتزجيرالد في ذلك الوقت بحوالي 30000 جنيه إسترليني.
كانت إدارة الكتب المطبوعة مسؤولة عن مجموعات الطوابع بشكل تلقائي وليس بناءً على تصميم. في عام 1936، قُدِّم اقتراحٌ غير ناجح لنقل المجموعات إلى إدارة المطبوعات والرسومات في المتحف البريطاني، وفي عام 1946، قُدِّم اقتراحٌ آخر لتولي إدارة العملات والميداليات المسؤولية. لم يُتَّفق على قرار، واستمرت إدارة الكتب المطبوعة في إدارة المجموعات حتى انتقالها إلى المكتبة البريطانية المُشكَّلة حديثًا عام 1973.

## أمناء المعرض
منذ عام 1948، كان إتش. آر. هولمز أمينًا، لكنه رغب في أواخر الخمسينيات من القرن العشرين في التخلي عن المنصب. لم يكن من السهل العثور على أمين بديل، وكانت رعاية المجموعات تُدار بدوام جزئي. ولقد تطورت أزمة أمنية في عام 1959 بعد اكتشاف فقدان محتويات أحد الإطارات في مجموعة تابلينج. في عام 1961، تم تعيين جيمس أ. ماكاي كمساعد باحث لرعاية المجموعات. في عام 1971، ألقت الشرطة القبض على ماكاي (الذي رُقي إلى منصب مساعد أمين في عام 1965)، واتهمتهُ الشرطة بسرقة عناصر من مجموعات الطوابع البريدية في المتحف البريطاني على سبيل الإعارة من وكلاء التاج. كان من المفترض إعادة النسخ التدريجية المسروقة (مطبوعات اختبارية لتصاميم الطوابع) إلى وكلاء التاج للتدمير، وقد قُدرت قيمتها بحوالي 7600 جنيه إسترليني. استبدل ماكاي النسخ بطوابع ونستون تشرشل بقيمة 400 جنيه إسترليني. غرم بدفع مبلغ 1000 جنيه إسترليني وطرد من المتحف. نتيجة لهذهِ السرقات، تحسن جهاز الأمن في المتحف من خلال تجنيد بوب سكولي ويست. أحد ضباط الشرطة المحققين. ولقد سحب وكلاء التاج اتفاقهم لإعارة طوابع أخرى لعرضها في مكتبة الملك.
انضم ديفيد بيتش إلى المكتبة البريطانية كأمين لهواة جمع الطوابع في عام 1983، وعين رئيسًا لمجموعات هواة جمع الطوابع في عام 1991. بيتش هو الرئيس السابق للجمعية الملكية لهواة جمع الطوابع في لندن والمؤسس المشارك لجمعية المكتبات الدولية لهواة جمع الطوابع، تقاعد في عام 2013. ثم عين بول سكينر أمينًا للمكتبة في عام 2004، وشغل منصب الرئيس عند تقاعد ديفيد بيتش.
انضم ريتشارد موريل كأمين في عام 2014. وهو يشرف على رقمنة مقتنيات المجموعة البريدية.

## الوصف

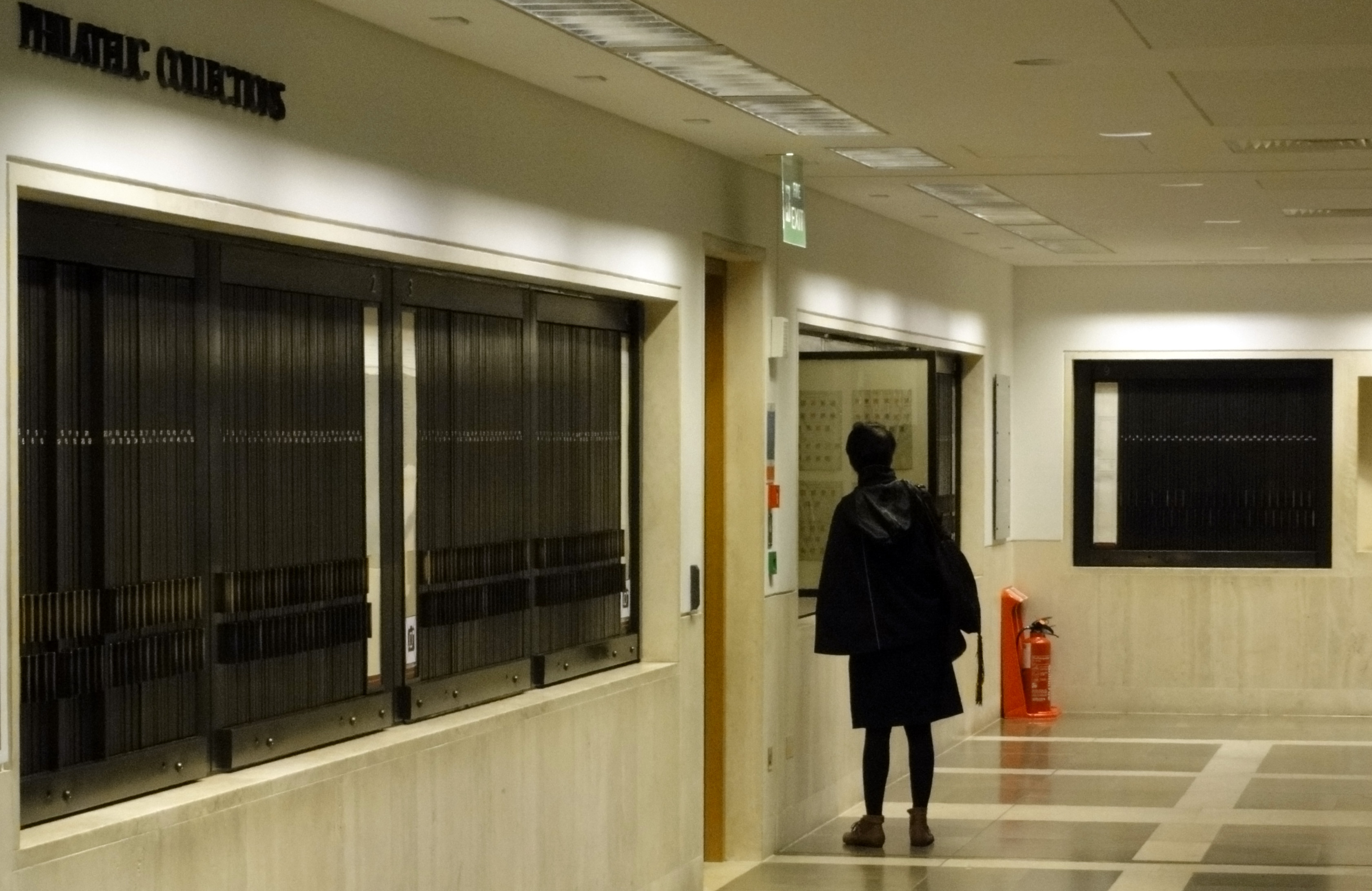
معرض يعرض مجموعة الطوابع البريدية للمكتبة البريطانية

تُنظَّم المواد في 50 مجموعة وأرشيفًا حصل عليها عن طريق التبرع أو الوصية أو النقل من الدوائر الحكومية. تشمل المجموعات طوابع بريدية ورسومًا ضريبية، وقرطاسية بريدية، ومقالات، ونسخًا تجريبية، وأغلفة، ومدخلات، ومواد "طوابع سندريلا"، ونماذج، ورسائل بريدية جوية، وبعض مواد التاريخ البريدي، ورسائل رسمية وخاصة لجميع البلدان والفترات تقريبًا. يُفسَّر فن جمع الطوابع بمعناه الأوسع، وتشمل القطع الأثرية الأكثر غرابة أعمالًا فنية أصلية غير مستخدمة، ورخص قيادة خيول، ورخصة طيار الكابتن جون ألكوك.
يُعرض معرض دائم لقطع من المجموعات في مدخل المكتبة البريطانية بالطابق الأرضي العلوي، وهو يُعدّ أفضل معرض عالمي للطوابع الكلاسيكية المتنوعة ومواد الطوابعية. يُمكن مشاهدة حوالي 80,000 قطعة على 6,000 ورقة في 1,000 إطار عرض؛ منها 2,400 ورقة من مجموعة تابلينج. أما المواد الأخرى، التي تغطي جميع أنحاء العالم، فهي متاحة للطلاب والباحثين عن طريق الحجز المسبق.
مجموعة صور قسم طوابع البريد بالمكتبة البريطانية هي مجموعة صور لمواد طوابع بريد غير موجودة في مجموعات المكتبة. تتكون المجموعة في معظمها من مواد تبرع بها بائعو طوابع البريد، وهي مورد مهم للباحثين.
بالإضافة إلى هذه المجموعات، تعمل المكتبة بنشاط على اقتناء أدبيات حول هذا الموضوع. وهذا يجعل المكتبة البريطانية واحدة من أبرز مراكز أبحاث الطوابع في العالم.

### المجموعات الرئيسية
| الاستحواذ   | العنوان                                           | الوصف |
| ----------- | ------------------------------------------------- | --- |
| 1891        | مجموعة تابلينج                                    | تم التبرع بهذه المجموعة من قبل توماس تابلينج إلى المتحف البريطاني، وكانت الأساس لمجموعات الطوابع البريدية |
| 1900 فصاعدا | أرشيف وكلاء التاج للطباعة والطوابع الأمنية        | يتألف الأرشيف من مجموعة من المواد الطوابعية والمكتوبة التي كانت بمثابة سجلات عمل وكلاء التاج. وهو السجل الأشمل لقضايا الاستعمار البريطاني والكومنولث خلال المائة عام الماضية. |
| 1913        | مكتبة كروفورد                                     | حجر الأساس للمكتبة البريطانية الأدب الطوابعي مجموعة تحتوي على حوالي 4500 عمل. |
|             | أرشيف قسم الطوابع التابع لمجلس الإيرادات الداخلية | يحتوي على قطع أثرية من عام 1710 فصاعدًا، وقد أصبح موجودًا من خلال التعديلات في تشريعات المملكة المتحدة. |
| 1946        | مجموعة موزلي                                      | تحتوي هذه المجموعة على عدد كبير بشكل غير عادي من البلدان وتحتوي على العديد من العناصر الفريدة، وتعتبر ذات أهمية أساسية وتأتي في المرتبة الثانية بعد مجموعة تابلينج. |
| 1949        | مجموعة كاي                                        | مجموعة من المستعمرات البريطانية تشمل طوابع الإيرادات إلى حوالي عام 1940. |
| 1949        | مجموعة هربرت ليسترانج إوين                        | مجموعة من طوابع البريد للسكك الحديدية البريطانية من عام 1891 إلى عام 1912، تتضمن أوراقًا ونسخًا وأغلفة. صممها هربرت ليسترانج إوين. |
| 1951        | مجموعة فيتزجيرالد                                 | هذه مجموعة واسعة من طوابع البريد الجوي المبكرة والتحف المرتبطة بها. |
| 1964        | مجموعة الاتحاد البريدي العالمي                    | وديعة مكتب البريد العام، التي تتوافق مع المادة 4 من قانون السجلات العامة، وهي مجموعة الطوابع التابعة للاتحاد البريدي العالمي، والتي تضم 93448 عينة، تغطي الفترة من عام 1908 فصاعدًا بما في ذلك ما يقرب من 500 إدارة بريدية.                                                         |
| 1966        | مجموعة بوجانوفيتش                                 | مجموعة مهمة من الطوابع البريدية البولندية والتاريخ البريدي للفترة من 1938 إلى 1946، بما في ذلك مركز غيتو لودز، والمراكز السرية، ومركز كشافة وارسو، ومواد الحكومة البولندية في المنفى، وبريد أسرى الحرب ومواد القوات الحرة البولندية.                                               |
| 1977        | مجموعة تشينشن                                     | تبرع بها من قبل باري تشينشن، وتتكون من مجموعة فريدة من الطوابع من جزيرة لندي. |
| 1989        | مجموعة فليتشر                                     | مجموعة هيو جرينويل فليتشر البريدية التي جمعها طوال حياته من الطوابع البريدية البريطانية والطوابع البريطانية المستخدمة في الخارج، بما في ذلك المطبوعات الفوقية والعناصر غير المخصصة للطوابع مثل القرطاسية البريدية.                                                                 |
| 1992        | مجموعة ديفيز                                      | مجموعة من طوابع الإيرادات الليبية للفترة من 1955 إلى 1969، مُكوّنة من أرشيف برادبري ويلكنسون، وتبرع بها ج. ن. ديفيز عام 1992. |
| 1992        | مجموعة وزارة الخارجية والكومنولث                  | أرشيف أُنشئ بتعليمات من وزير الدولة للمستعمرات في 23 أبريل/نيسان 1890 لجميع الأراضي الخاضعة لسلطته. كان الهدف هو تسجيل جميع طوابع البريد الاستعمارية والطوابع الضريبية، والبطاقات البريدية، والمظاريف المنقوشة، وأغلفة الصحف. اغلق الأرشيف في عام 1992 ونقل إلى المكتبة البريطانية. |
| 2003        | مجموعة كالوسكي                                    | مجموعة من الطوابع البريدية والتاريخ البريدي لبولندا من عام 1835 إلى عام 2002 في 46 مجلدًا قدمها يانوش كالوسكي. |

## عناصر مختارة جديرة بالملاحظة

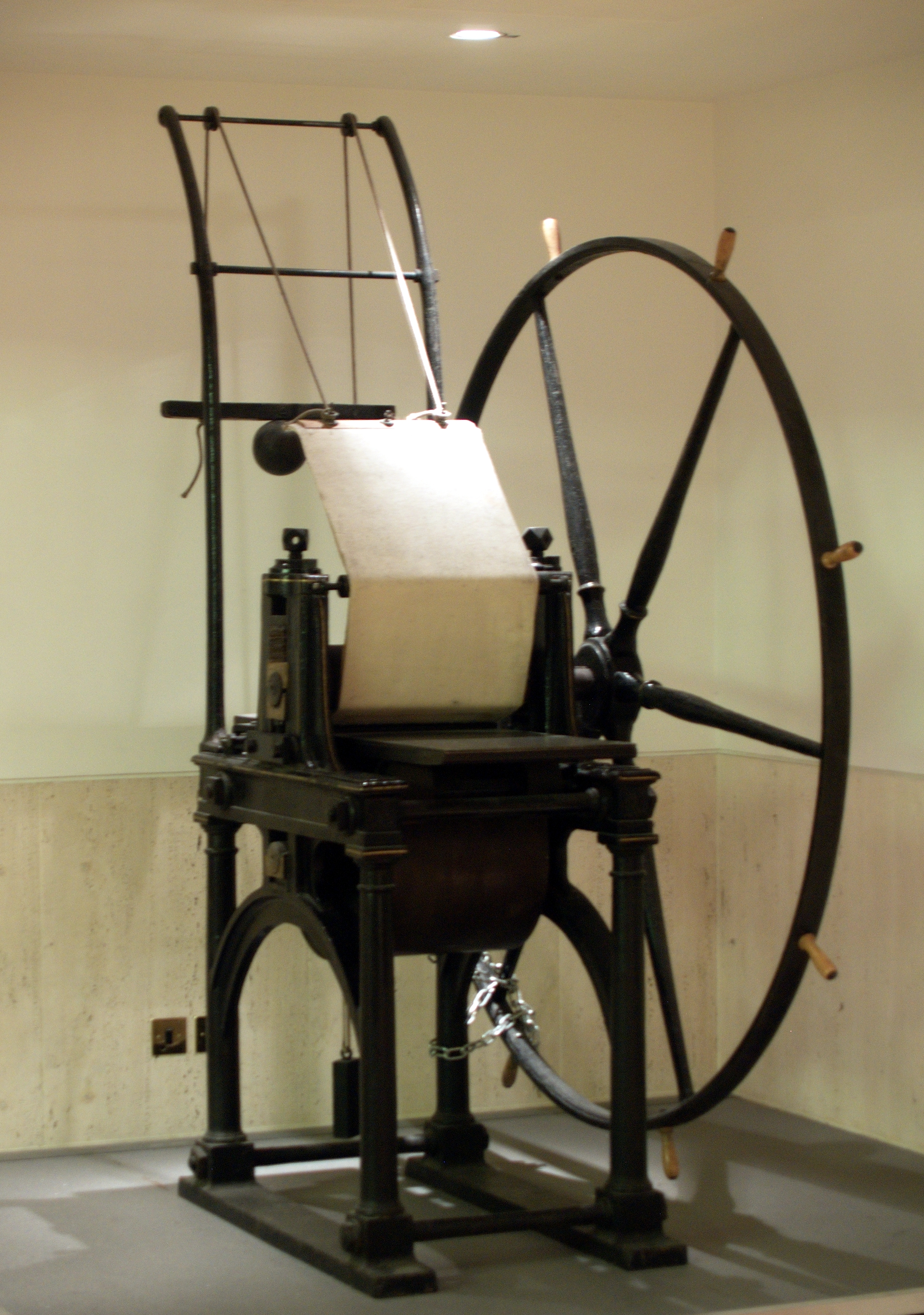
مكبس أسطوانة بيركنز D المستعمل في طباعة أول طوابع بريد لبريطانيا العظمى وأيرلندا، وهي طوابع بيني بلاك.

تتضمن المجموعات نسخة فريدة من 26 نسخة من صحيفة وكتيبات الضرائب الصادرة عام 1765، تحمل شهادة التسجيل، محفوظة في أرشيف قسم الطوابع التابع لمجلس الإيرادات الداخلية. صدرت هذه النسخ تطبيقًا لقانون الطوابع لعام 1765، الذي كان يهدف إلى جمع الضرائب لتمويل دفاع المستعمرات الأمريكية عن الفرنسيين. طُبقت الضريبة على الوثائق القانونية والتراخيص والصحف والكتيبات والتقاويم في المستعمرات الأمريكية، وكيبيك، ونوفا سكوشا، ونيوفاوندلاند، وفلوريدا، وجزر البهاما، وجزر الهند الغربية. أدت هذه الضرائب إلى احتجاجات عامة وأعمال شغب. ثم جرى التخلي عن قانون الضريبة بعد بضعة أشهر بسبب عدم شعبيتها، لكن الضرر السياسي ساهم في اندلاع حرب الاستقلال الأمريكية عام 1775.
أكبر قطعة في المكتبة البريطانية هي مكبس أسطواني بيركنز دي الذي طوره جاكوب بيركنز وحصل على براءة اختراعه عام 1819. كان هذا المكبس واحد من عدة مكابس استعملت لطباعة أول طوابع بريدية لبريطانيا العظمى وأيرلندا والتي صدرت عام 1840. استُخدم المكبس لطباعة العديد من الطوابع المبكرة للأراضي الاستعمارية البريطانية منذ عام 1853 بما في ذلك رأس الرجاء الصالح وسيلان وموريشيوس وسانت هيلينا وترينيداد وأستراليا الغربية وجزر أيونيا ونيو برونزويك ونيو ساوث ويلز ونيوزيلندا وفيكتوريا.

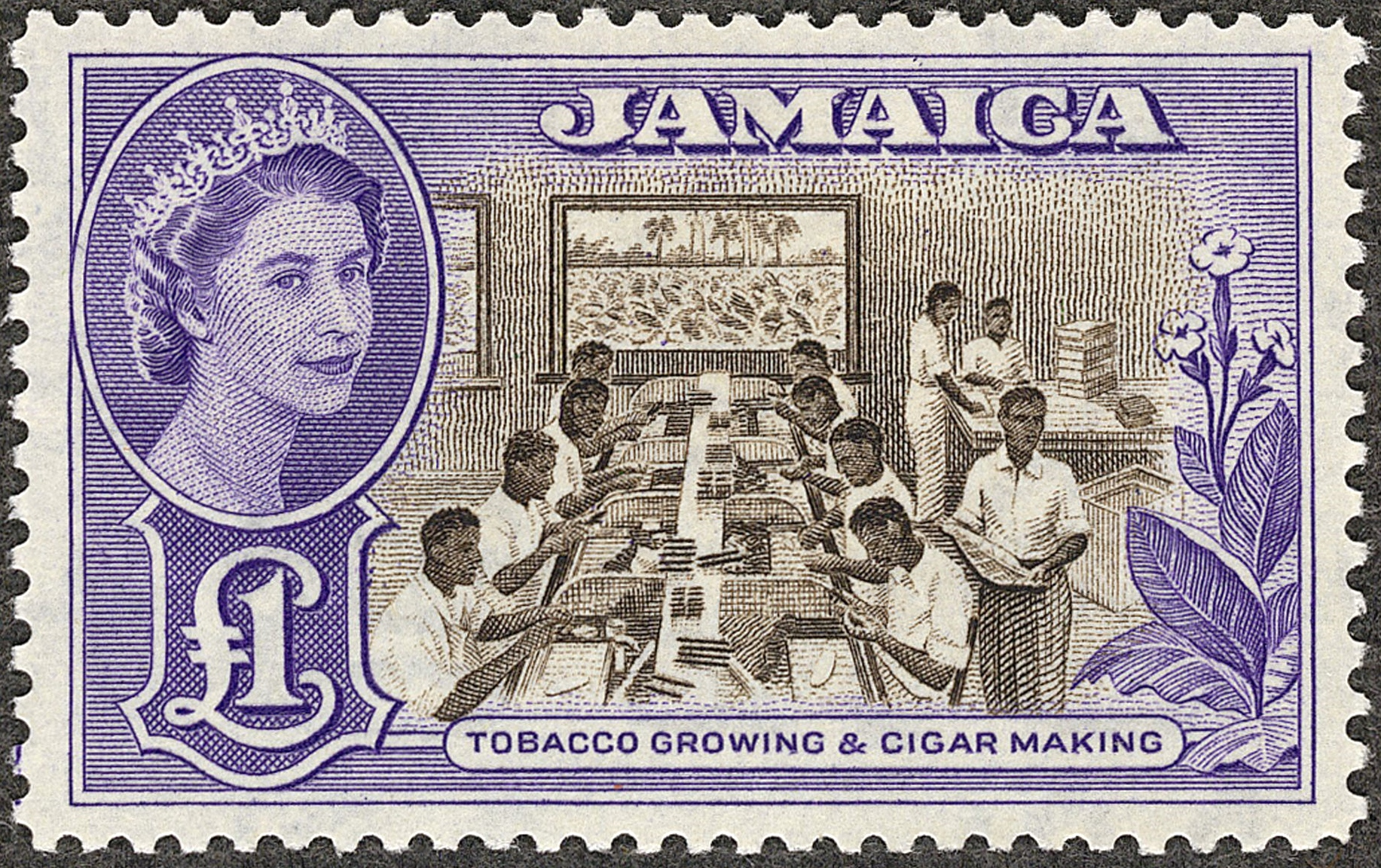
طابع بريدي (غير مستعمل) صادر عام 1956، بلون بنفسجي، بقيمة جنيه إسترليني واحد، وهو أول طابع بريد مُصمم للملكة إليزابيث الثانية. ويُظهر زراعة التبغ وصناعة السيجار. محفوظ في مجموعة وكلاء التاج بالمكتبة البريطانية.

وتتضمن المجموعة طابع بريدي من فئة جنيه إسترليني واحد صدر في جامايكا (1956-1958) في عهد الملك جورج السادس، يُظهر زراعة التبغ وصناعة السيجار. كان من المقرر أن يكون أول طابع بريدي للملكة إليزابيث الثانية بنفس التصميم (لون الشوكولاتة والبنفسج)، لكنه أُلغي بعد الطباعة. لا يوجد منهُ الآن سوى سبعة نماذج.
غلاف دليل الجيب "كنوز في دائرة الضوء - طوابع" الصادر عن المكتبة البريطانية، يحمل نسخةً من طبعة حصان البحر للملك جورج الخامس عام 1913، وهي جزء من مجموعة هاريسون. قام النقاش، ج. أ. س. هاريسون، بطباعة نسخٍ تجريبية أثناء صنع القالب الذي تُعتبر هذه الصورة أحد أجزائه. استُخدم هذا النقش على الطوابع عالية القيمة  2/6، 5/-، 10/-، وجنيه إسترليني واحد.
تتميز المجموعات المحفوظة بهذهِ النوادر التالية حسب نطاقها الدولي:
- جولد كوست: 1883 (مايو) 1 د.ك على 4 د.ك أرجواني، فريد من نوعه.[37][38]
- الهند: 1854، طابع فئة 4 آنات زرقاء وحمراء باهتة، مقلوب، اثنتان مستخدمتان على الغلاف، فريدة من نوعها.[39]
- موريشيوس 1847، طوابع موريشيوس بنس واحد أحمر على الغلاف وبنسان أزرق، إصدار "مكتب البريد" بنس واحد برتقالي-أحمر على الغلاف. صدرت أولى طوابع البريد البريطانية الاستعمارية في موريشيوس عام 1847.[40]

- نيوساوث ويلز: 1850، نسختان من إصدار "سيدني فيو" بفئتي بنس واحد وثلاثة بنسات. صدرت أولى طوابع نيو ساوث ويلز، بفئات بنس واحد وبنسين وثلاثة بنسات، عام 1850.[41]

- إسبانيا: 1851، ريالان، خطأ في اللون، واحد من ثلاثة أخطاء معروفة.[42][43]

- سانت هيلينا: 1961، صندوق إغاثة تريستان، 5 سنتات + 6 بنسات، 7 سنتات ونصف + 9 بنسات، و10 سنتات + 1/-، مستخدمة على بطاقة بريدية. كان المكتب الاستعماري في لندن وحده المخول بإصدار طوابع جديدة، وهي حقيقة لم يكن الحاكم يعلمها بوضوح، فتم سحب الإصدار. هذهِ المجموعة من الطوابع تعتبر من أندر الطوابع الحديثة، حيث لم يُبع منها سوى 434 مجموعة.[44]

- سويسرا: زيورخ 4 و6: طابع بريدي من فئة 4 بنسات، إصدار 1843، وهو الشريط الأفقي الفريد غير المقطوع المكون من خمسة بنسات.[45]

- أوروغواي: طابع بريدي أزرق من فئة 120 سنتافو إصدار 1858، وطابع بريدي أخضر من فئة 180 سنتافو إصدار 1858، في أزواج مقلوبة من طابعي تيت-بيش،[46] وهما طابعان من أصل خمسة طابعات معروفة.[47]

- أستراليا الغربية: طابع بريد البجعة المقلوبة أزرق من فئة 4 بنسات إصدار 1854-1855، مع خطأ في الإطار المقلوب.[48]

- الولايات المتحدة الأمريكية - طابع جيني المقلوب، وهو طابع واحد من مجموعة مكونة من 100 طابع بريد صدر لأول مرة في 10 مايو 1918، ويُحتمل أن يكون هذا الخطأ هو الأشهر في تاريخ جمع الطوابع الأمريكية، وهو من أغلى الطوابع التي طبعت على الإطلاق.[49]

## روابط خارجية
- مقدمة عن مجموعات الطوابع البريدية للمكتبة البريطانية